# Conus ranonganus
Espèce
Statut de conservation UICN

 LC  : Préoccupation mineure
Conus ranonganus est une espèce de mollusques gastéropodes marins de la famille des Conidae.
Comme toutes les espèces du genre Conus, ces escargots sont prédateurs et venimeux. Ils sont capables de « piquer » les humains et doivent donc être manipulés avec précaution, voire pas du tout.

## Description
La taille de la coquille varie entre 64 mm et 105 mm.

## Distribution
Cette espèce marine est présente au large du sud-ouest de la Thaïlande ; dans la mer d'Andaman et au large de la Birmanie et des îles Salomon.

### Niveau de risque d’extinction de l’espèce
Selon l'analyse de l'UICN réalisée en 2011 pour la définition du niveau de risque d'extinction, cette espèce est présente dans l'est de la mer d'Andaman jusqu'à la côte du Myanmar et se trouve également dans les îles Salomon où le tourisme est limité. Elle est commune et il n'y a pas de menaces connues. Cette espèce est classée dans la catégorie préoccupation mineure.

## Taxonomie

### Publication originale
L'espèce Conus ranonganus a été décrite pour la première fois en 1978 par le malacologiste américain António José da Motta (d) dans « The Centre of Thai Natural Study »,.

### Synonymes
- Asprella ranongana (da Motta, 1978) · non accepté
- Conus (Phasmoconus) ranonganus da Motta, 1978 · appellation alternative
- Graphiconus ranonganus (da Motta, 1978) · non accepté